# دون كاميرون
دون كاميرون (بالإنجليزية: Don Cameron)‏ هو نقابي وسباك وطباع وسياسي أسترالي، ولد في 19 يناير 1878 في أستراليا، وتوفي في 20 أغسطس 1962 في أستراليا. حزبياً، نشط في حزب العمال الأسترالي. وقد انتخب عضو مجلس الشيوخ الأسترالي ‏ عن دائرة فيكتوريا (1 يوليو 1938 – 30 يونيو 1962).